# IRT Lenox Avenue Line
IRT Lenox Avenue Line est une ligne d'infrastructure (au sens de section du réseau) souterraine du métro de New York située dans le borough de Manhattan. Elle est issue de l'ancien réseau de l'Interborough Rapid Transit Company (IRT). Rattachée à la Division A du réseau, elle relie la station de Central Park Nord – 110th Street dans le quartier de Harlem au terminus de Harlem – 148th Street au nord de l'île. Elle est desservie par deux services omnibus: la 2 (jusqu'à la station 135th Street) ainsi que la 3 (sur tout le tracé). Elle est connectée à l'IRT Broadway-Seventh Avenue Line au sud. Elle comprend la section souterraine la plus vieille du réseau, son inauguration remontant au 23 novembre 1904 et elle comporte aujourd'hui 6 stations ce qui en fait l'une des sections les plus courtes.

## Situation sur le réseau

Plan du métro de New York (2009)

## Histoire

### Origine
La planification d'une ligne de métro à New York date de 1864, néanmoins, le développement de ce qui va devenir la première ligne du métro de la ville ne débute qu'en 1894, lorsque la Législature d'État de New York autorise le Rapid Transit Act. Les plans du métro sont élaborés par une équipe d'ingénieurs dirigée par William Barclay Parsons (en), ingénieur en chef de la Rapid Transit Commission. Il prévoit, une ligne de métro reliant l'Hôtel de ville de New York, dans le Lower Manhattan, à l'Upper West Side, où deux branches mènent au nord dans le Bronx. La Rapid Transit Construction Company, créée par John B. McDonald (en) et financée par August Belmont, Jr., signe le contrat initial, « contrat 1 », avec la Rapid Transit Commission en février 1900, il y est stipulé qu'elle doit construire le métro et maintenir un bail d'exploitation de 50 ans à compter de l'ouverture de la ligne. En 1901, l'entreprise Heins & LaFarge (en) est choisie pour concevoir les stations. Belmont fonde l'Interborough Rapid Transit Company (IRT) en avril 1902 pour exploiter le métro.

### Ligne de l'Interborough Rapid Transit Company (IRT)

#### Construction
La branche East Side de l'IRT Line est en grande partie construite dans le cadre de la section 8, construite par Farrell & Hopper. L'entreprise débute son chantier par la section de la 110th Street à la 135h Street le 30 août 1900,. Puis le chantier attaque la section de la 103th Street à la 110th Street et à la Lenox Avenue le 2 octobre 1900. La tranchée est relativement facile à réalisée car la ligne se situe sous un côté de la Lenox Avenue ou il n'y a pas de voie ferrée à contourner. Il faut néanmoins gérer une canalisation circulaire, en brique, de 2 mè de diamètre, servant au drainage d'une surface de 50 ha. Cela nécessite de créer une nouvelle canalisation de même diamètre, et d'utiliser trois tuyaux en fonte de 110 cm pour le passage sous la ligne du métro.
Le plan original prévoit une station sur la ligne Lenox Avenue Line à la 141st Street, juste au sud de l'intersection avec la 142nd Street, là où un embranchement de la Lenox Avenue Line diverge vers le Bronx via l'IRT White Plains Road Line. À la jonction, la ligne doit continuer jusqu'au dépôt Lenox Yard de 33 voies ; ce tronçon fait alors partie de la section 9A. McMullan & McBean commencent les travaux sur la section 9A le 10 septembre 1901. Le 142nd Street Junction est construit sous un sol mou en raison de sa proximité avec la Harlem River. À l'origine, il n'est pas prévu la création d'une station avant le triage, mais finalement une station est ajoutée au plan en 1903, elle est située au niveau de la 145th Street.

#### Mise en service

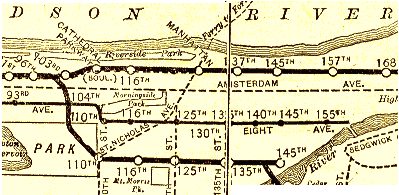
Plan de la ligne en 1906.

La ligne est mise en service juste après minuit, au sud de la station 145th Street, le 23 novembre 1904. Créée dans le cadre du système original de l'IRT, elle est alors nommée East Side Subway ou East Side Branch, du fait qu'elle constitue l'embranchement, côté est, de la ligne principale. Le premier train part de la ligne pour rejoindre l'IRT White Plains Road Line (connue sous les noms West Farms Branch ou West Farms Extension) juste après minuit le 10 juillet 1905. L'ouverture de cette ligne fait espérer développement et prospérité à Harlem.

#### Exploitation

LIRT Nostrand Avenue Line est desservie par les services 2 et 3.

La ligne traversent le cours du Harlem Creek, un ruisseau autrefois situé au-dessus du sol, qui est canalisé sous terre au cours de la première décennie du XXe siècle. La présence du ruisseau provoque des inondations, à proximité de la 116th Street, dès les premières années de l'exploitation. En avril 1907, les responsables de l'IRT décident de créer un drain en béton sous le tunnel de la ligne. Pendant le chantier, durant la nuit, les rames dans les deux sens circulent sur la voie en direction du sud. Au cours de l'année 1910, le fond du tunnel à l'extrémité sud de la station de la 116th Street est reconstruit pour éviter les fuites.
Initialement, les stations de la ligne sont desservies à la fois par des rames locales et des rames express. Les rames locales circulant uniquement jusqu'à la station 145th Street, tandis que les rames express desservent soit la 145th Street, soit la 180th Street–Bronx Park (en), qui dessert West Farms (en) dans le Bronx. Les rames express vers la 145th Street sont supprimés en 1906. Pour remédier aux problèmes posées par la forte fréquentation de la ligne, en 1909, la New York Public Service Commission (en) propose d'allonger les quais des stations du métro de l'IRT. Dans le cadre d'une modification des contrats de construction de l'IRT, intervenue le 18 janvier 1910, l'entreprise doit allonger les quais des stations pour accueillir des rames express de dix voitures et des rames locales de six voitures. Il est prévu que ces aménagements augmentent de 25% le nombre de voyageurs transportés. Le 23 janvier 1911, des rames express de dix voitures débutent leur service sur l'East Side Line,.
En 1918, la IRT Broadway-Seventh Avenue Line est ouverte à l'exploitation au sud de la station Times Square – 42nd Street, divisant ainsi le ligne d'origine dans un système en forme de H.

### Ligne de la municipalité de New York
La municipalité de New York reprend l'exploitation de la ligne le 12 juin 1940,. Les lignes du service desserte de l'IRT sont désignées par des numéros lors de la mise en service du matériel roulant « type R (en) » ; la ligne, du service desserte, vers White Plains Road, anciennement dénommée West Farms, est renommée ligne 2, tandis que celle vers Lenox Avenue – 145th Street devient la ligne 3. Le 6 février 1959, le service et modifié sur l'IRT Broadway-Seventh Avenue Line au nord de la station 96th Street toutes les rames qui circulent sont du service express,,. La nouvelle station terminus nord est construite sur une parcelle du dépôt-atelier Lenox Yard. Dénommée alors dénommée Lenox Terminal – 148th Street, elle est ouverte à l'exploitation le 13 mai 1968 (elle est renommée plus tard Harlem - 148th Street).
En février 1998 débute un important chantier, de 135 millions de dollars, pour résoudre le problème récurrent des inondations de la ligne (avec arrêt du trafic) dues à la présence d'ancien cours d'eau devenus souterrains du fait de l'urbanisation d'une zone humide. Les travaux concernent principalement la reconstruction du radier du tunnel avec la pose sous les voies d'une canalisation en U, entre les stations 110th Street et 116th Street, mais aussi une remise à niveau de cette dernière station. Les autorités, qui à l'origine, prévoyaient une fermeture de la ligne, ont dû ternir compte de l'avis des usagers de Harlem et maintenir un service minimum de circulations en organisant le chantier pour conserver alternativement une voie utilisable aux périodes nécessaires notamment aux déplacements domiciles travail et retour. Un service de navette, permettant de rejoindre d'autres lignes, est également mis en place durant une grande partie de cette période. Ce chantier s'achève le 12 octobre 1998.
De 1995 à 2008, les deux stations les plus au nord de la ligne, Harlem – 148th Street et 145th Street, sont desservies par des navettes tard dans la nuit. Le service à temps plein est rétabli le 27 juillet 2008.
Le 27 mars 2020, une rame de la ligne 2 en direction nord prend feu à l'approche de  Central Park North – 110th Street, la station la plus au sud de la ligne. L'incendie provoque le décès du conducteur de la rame et fait 16 blessés parmi les voyageurs. Le service desserte du métro sur la ligne reprend le 30 mars, contournant la station Central Park North jusqu'à sa réouverture le 6 avril,.

## Infrastructure

### Stations
|                                                                      | Station                          | Voies   | Dessertes | Ouverture        | Notes                                                                               |
| -------------------------------------------------------------------- | -------------------------------- | ------- | --------- | ---------------- | ----------------------------------------------------------------------------------- |
|                                                                      | Harlem – 148th Street            | Omnibus | (3)       | 13 mai 1968      | Anciennement 148th Street–Lenox Terminal                                            |
| voie de connexion à Lenox Yard (Atelier)                             |                                  |         |           |                  |                                                                                     |
|                                                                      | 145th Street                     | Omnibus | (3)       | 23 novembre 1904 | Seules les 5 premières voitures ouvrent leurs portes Pas d'entrée en direction nord |
| Embranchement de l'IRT White Plains Road Line et du service desserte |                                  |         |           |                  |                                                                                     |
|                                                                      | 135th Street                     | Omnibus | (2) · (3) | 23 novembre 1904 |                                                                                     |
|                                                                      | 125th Street                     | Omnibus | (2) · (3) | 23 novembre 1904 | Service de bus M60 vers l'aéroport de LaGuardia                                     |
|                                                                      | 116th Street                     | Omnibus | (2) · (3) | 23 novembre 1904 |                                                                                     |
|                                                                      | Central Park Nord – 110th Street | Omnibus | (2) · (3) | 23 novembre 1904 |                                                                                     |
| embranchement avec l'IRT Broadway-Seventh Avenue Line                |                                  |         |           |                  |                                                                                     |